# Malvinas Argentinas (Almirante Brown)
Malvinas Argentinas é uma localidade do Partido de Almirante Brown na Província de Buenos Aires, na Argentina. Sua população estimada em 2001 era de 24.132 habitantes.